# Роосна
Ро́осна (ест. Roosna küla) — село в Естонії, у волості Ярва повіту Ярвамаа.

## Населення
Чисельність населення на 31 грудня 2011 року становила 89 осіб.

## Географія
Через населений пункт проходить автошлях 15151 (Йоотме — Коеру). Дорога 15192 з'єднує Роосна з селом Рава

## Історія
До 21 жовтня 2017 року село входило до складу волості Амбла.